# Вулиця Купріна (Донецьк)
Вулиця Купріна — одна з головних вулиць міста Донецька. Розташована між вулицею Одинцова та вулицею Лівобережною.

## Історія
Вулиця названа на честь письменника Олександра Івановича Купріна. Купрін приїхав в Юзівку в 1896 році як кореспондент київських газет. На юзовському матеріалі він написав нариси «Юзівський завод», «В головній шахті», «У вогні» (про металургійний завод) і оповідання «Молох».

## Опис
Вулиця Купріна починається у Ленінському районі, від вулиці Лівобережної, і завершується в Кіровському районі вулицею Одинцова. Довжина вулиці становить вісім кілометрів.

## Транспорт
Вулицею курсує багато видів міського транспорту, зокрема автобуси № 5, 25, 48, 52, 53, 54, 65, 72, тролейбуси № 17, 20, 21.

## Світлини

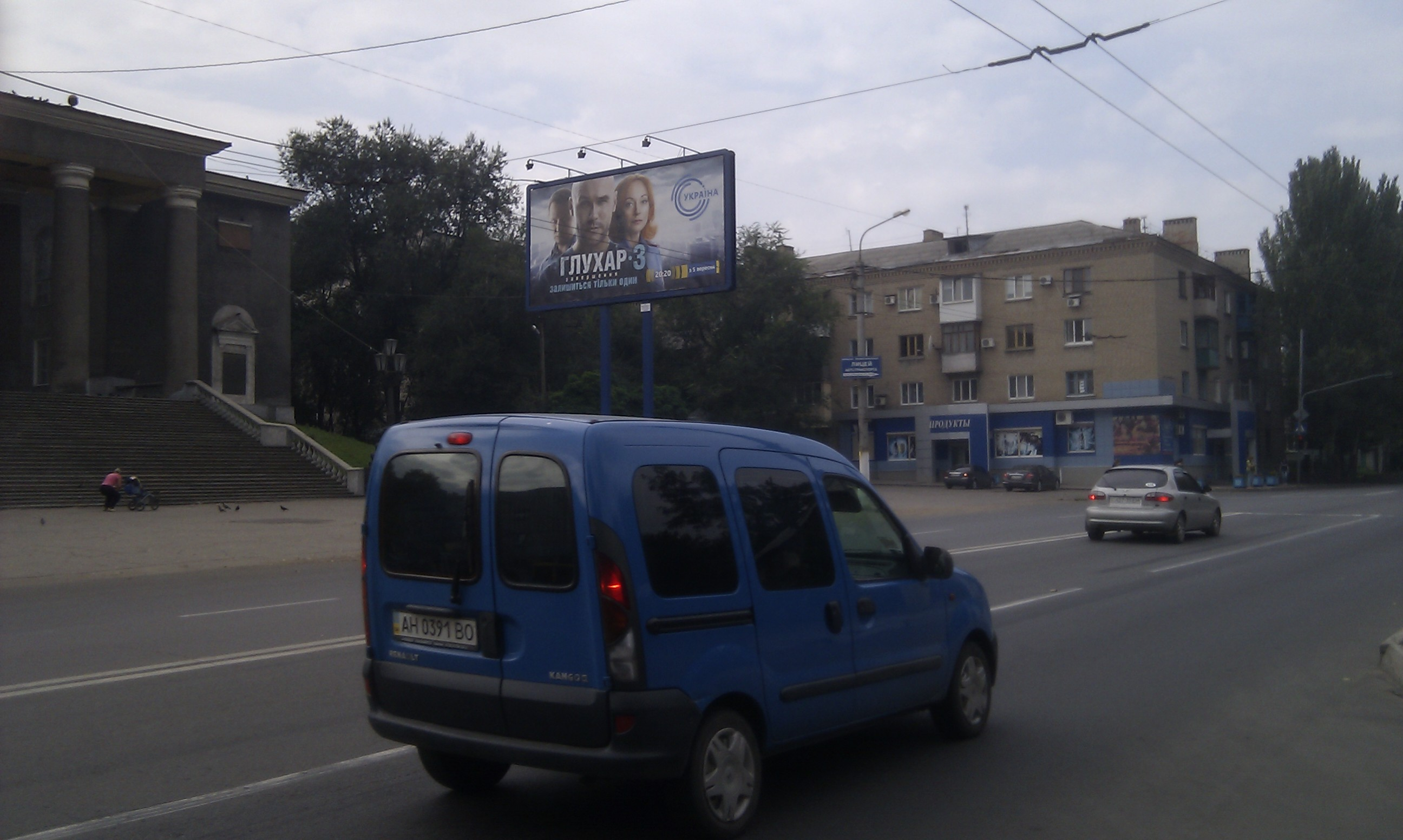
Вулиця Купріна
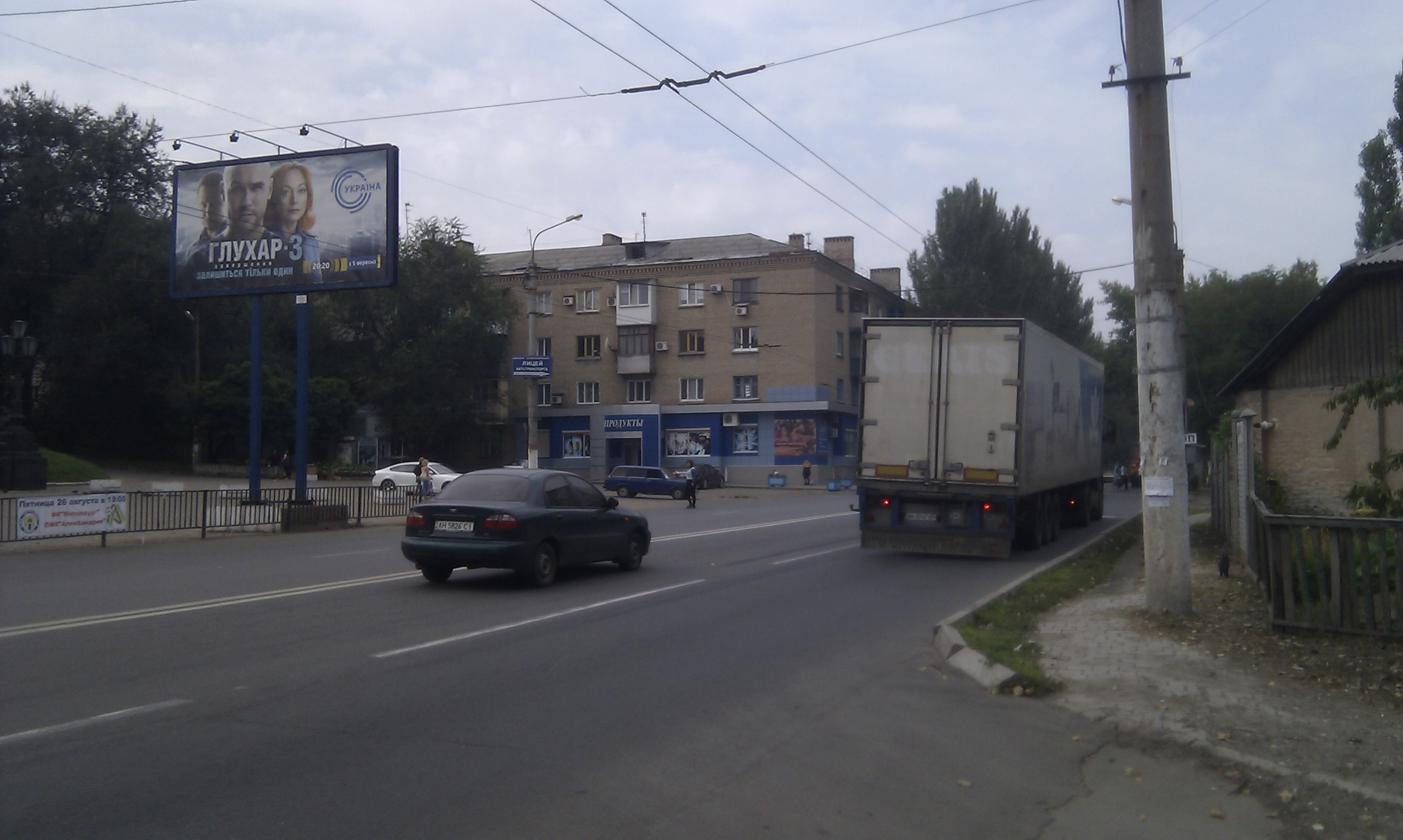
Вулиця Купріна
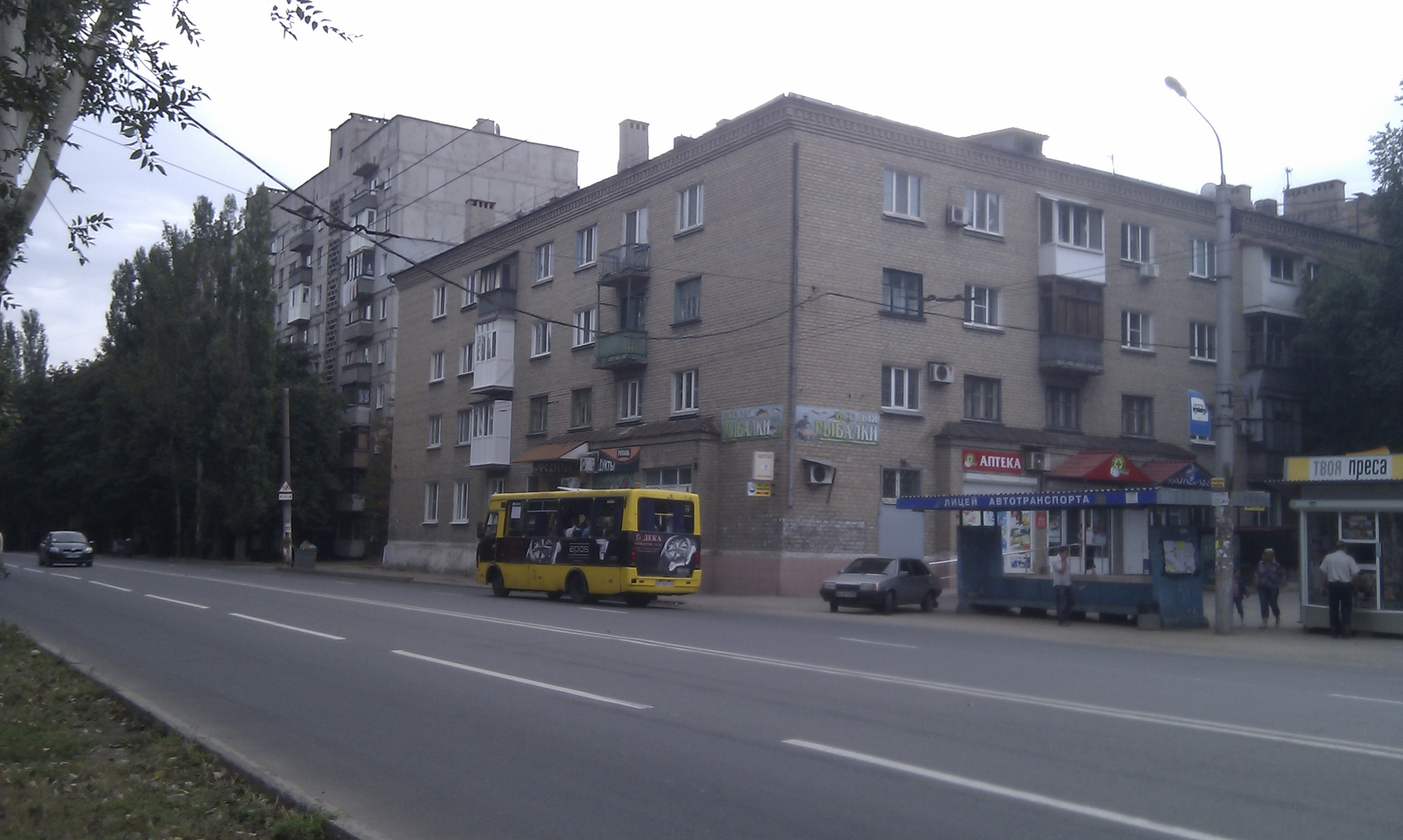
Вулиця Купріна